# 앤드류사쿠스
앤드루사쿠스 몽골리안시스(Andrewsarchus mongoliensis, Andrews + 그리스 어 ἀρχός, "지배자")는 에오세 시기와 올리고세 전반기에 살았던 포유류 우제목/경우제목에 속하는 동물이었다. 현재의 염소, 양에 가까운 동물이었으나 육식성이었다. 완벽한 전신골격은 거의 발견되지 않았으나 주로 사체를 먹었을 것으로 추정하고 있다.

## 개요
앤드류사쿠스는 커다란 길쭉한 코와, 날카로운 이빨 그리고 납작한 볼을 가진 네발 짐승으로, 길쭉한 코와 날카로운 이빨은 다른 짐승의 뼈를 부수기 위해서 라고 생각된다. 발톱은 없고 발굽이 있으며, 속도가 느린편이라 시체를 주로 먹었을 추정된다. 앤드류사쿠스의 화석은 주로 몽골과 중국 북부 만리장성 이북 지역에서 발견되었으며, 첫 발견자인 채프먼 앤드류의 이름을 따서 앤드류사쿠스라 이름붙였다.
앤드류사쿠스는 아직 몇 개의 해골밖에 알려지지 않아서, 이 동물이 포식자였는지, 혹은 이 동물이 하이에나 같은 청소부 역할을 했을지에 대해서 논쟁이 붙고 있다. 두개골의 길이는 1m이고, 몸길이는 3m 가량으로 추정된다. 앤드류사쿠스는 육식성이었으나, 그와 가까운 친척이던 아메리카 대륙의 오레오돈트는 초식동물이었다. 현재의 염소와 양에 가까운 근연종으로, 염소와 양의 직계 조상인 오레오돈트와 공통 조상에서 갈려나간 종이었다.

### 식성
앤드류사쿠스는 날카로운 송곳니와 넓고 튼튼한 어금니를 갖고 있었다. 주로 육식성이었으나 작은 동물을 직접 사냥하기도 했고, 죽은 동물의 사체, 즙이 많은 나뭇잎과 나무줄기, 산딸기 종류, 곤충의 유충과 땅을 기어다니는 벌레류, 작은 설치류와 도마뱀 등을 씹어먹었다.
얼굴 앞부분에 난 윗송곳니는 턱 밖으로 나와 있으며, 안쪽으로 구부러져 있고, 어금니는 고기를 잘 씹도록 칼날과 같은 형태를 띠고 있었다. 위턱의 어금니는 상당히 넓었는데, 뼈를 부술 수 있을 수준이었다. 기타 이빨은 곰의 이빨과 비슷하다.

## 같이 보기
- 오레오돈트
- 염소
- 양